# Albert Pomper

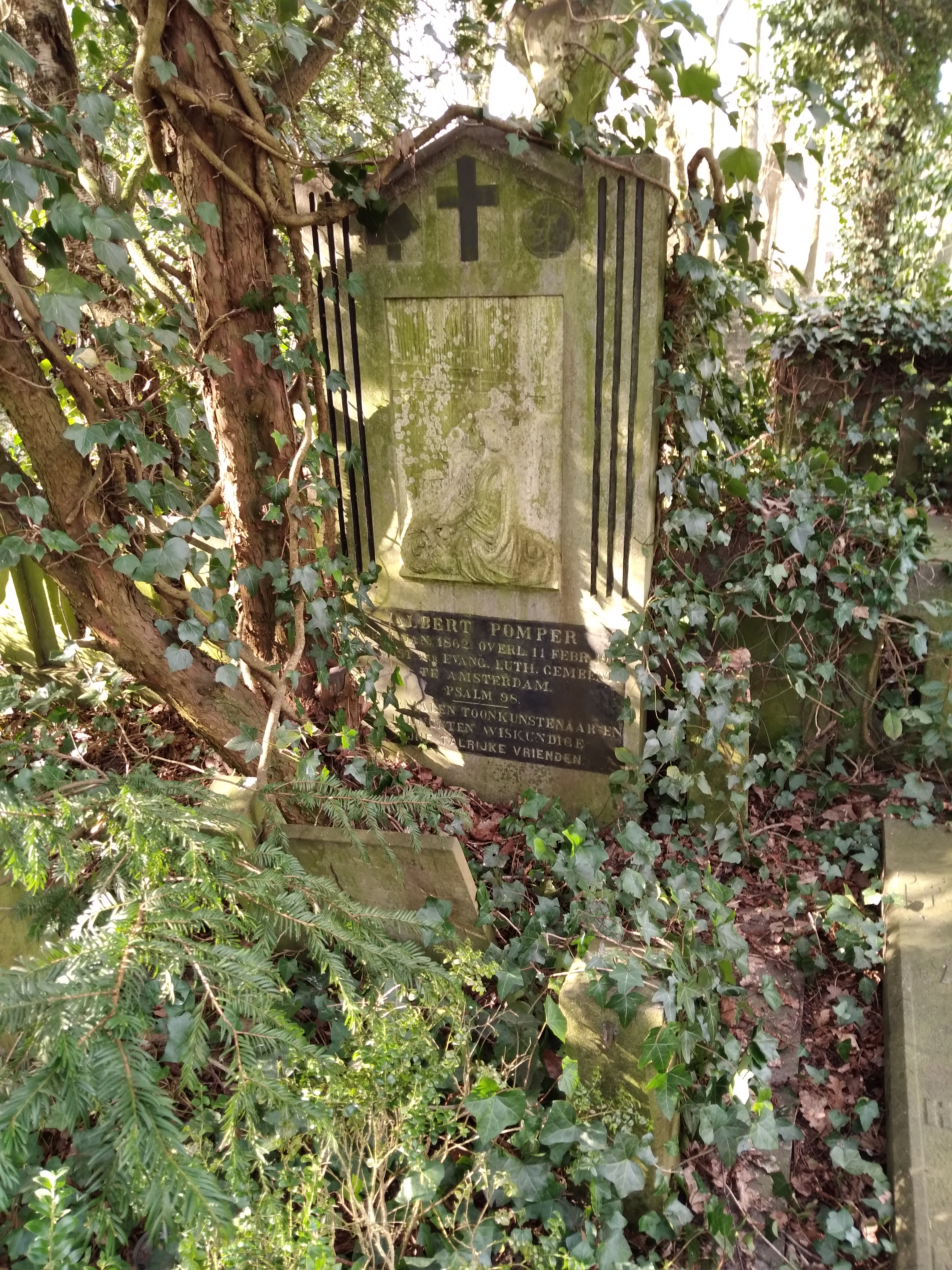
Grafsteen Albert Pomper (februari 2021)

Albert Pomper (Sneek, 4 januari 1862- Amsterdam 11 februari 1917) was een Nederlands organist, componist en wiskundige.

## Biografie
Hij was zoon van wagenmakers-knecht Johannes Sipkes Pomper en Margaretha Frederika Masselink. Hij was getrouwd met Hendrica Sophia Leuning.
Hij verloor al op jeugdige leeftijd door een ongeluk zijn gezichtsvermogen. Hij werd daarop gezonden naar het Blindeninstituut te Amsterdam waar hij door Simon Reinier de Vries opgeleid werd op het orgel, maar ook in de wiskunde door Adrianus Jacobus van Pesch. Na zijn opleiding werd hij organist van diverse kerken in Amsterdam:
- 1884: Nieuwe Waalse Kerk
- 1889: Nieuwe Lutherse Kerk
- 1893: Oude Lutherse Kerk (Spui)
- 1898: Zuiderkerk (tevens beiaardier; in dienst van Publieke Werken)
- 1907: Munttoren (alleen beiaardier).

Hij wisselde dat vaste dienstverband af met tal van liefdadigheidsconcerten waarbij hij andere bekende musici uitnodigde. Pomper was bestuurslid van de Organistenvereeniging.
Van zijn hand zijn tal van composities die met name gerelateerd zijn aan de kerk zoals Symfonie op Psalm 150 voor bariton, dwarsfluit, hobo, trompetten, bazuinen, harp, orgel en slaginstrumenten. Ook componeerde hij een  hymne voor orgel en bas ter gelegenheid van het huwelijk van koningin Wilhelmina met prins Hendrik  op 7 februari 1901, waarbij hij de melodieën van de Lutherse hymne Ein feste Burg ist unser Gott en het Wilhelmus verweefde.
Pomper was in het bezit van de Akte Middelbaar Onderwijs en docent wiskunde aan het Blindeninstituut te Amsterdam. Hij leverde diverse commentaren op het blindenonderwijs en schreef artikelen voor de bladen Het Orgel en Credo.
In 1908 werd hij benoemd tot ridder in de Orde van Oranje-Nassau. Op 1 februari 1909 werd zijn 25-jarig jubileum als organist gevierd; in 1914 hetzelfde voor zijn baan als wiskundeleraar. Het Stadsarchief Amsterdam heeft een uitgebreid archief van hem.

## Gedenkteken
Hij werd begraven op Begraafplaats Huis te Vraag, waar eind 1917 een gedenkteken, ontworpen door Georgine Schwartze werd geplaatst. Het gedenkteken van natuursteen bevat een marmeren reliëf in de vorm van een bij een orgel knielende in gedachten verzonken vrouwenfiguur. Boven deze vrouwenfiguur zijn twee wiskundige afbeeldingen te zien aan weerszijden van het kruis, waaronder de Stelling van Pythagoras. Onder de vrouwenfiguur de volgende tekst.
Albert Pomper
Geb. 4 jan. 1862. Overleden 11 febr. 1917
Organist der Ev. Luth. Gemeente
te Amsterdam
Psalm 98
Den Genialen Toonkunstenaar en eminente Wiskundige
Zijn talrijke vrienden.